# عرفجة بن هرثمه بارقی
عَرفَجة بن هَرثَمهٔ بارِقی، (درگذشت ۳۴ هـ / ۶۵۴م) وی در قبیلهٔ بارق تولد یافت. وی یکی از صحابهٔ محمد که شاهد فتوحات مسلمانان بوده‌است. علا بن حضرمی او را برای نبرد دریایی به جزیه‌ای در نزدیکی ایران فرستاد، این نبرد دریایی، نخستین نبرد دریایی مسلمانان در تاریخ اسلام است، وی توانست در این نبرد، جزیره‌ای از فارس را تصرف کند و در آن مسجدی بنا کند، این رویداد تقریباً در ۱۴ قمری برابر با ۶۳۵م روی داده‌است. وی فرماندار موصل بود و چهار هزار نفر از قبیله‌های ازد، طی، قبیله کنده و عبدالقیس را در موصل اسکان داد. عمر بن خطاب زمانی که عتبة بن غزوان به فرمانداری بصره گماشت، عرفجه را برای راهنمایی برایش فرستاد و نامه‌ای به او نوشت: «من تو را با فرستادن عرفجه بن هرثمه به نزدت، یاری می‌کنم، وی شخصی مجاهد است و در نبرد با دشمنان نیرنگ‌های جنگی را نیک می‌داند، هرگاه در موضوعی با مشکل برخوردی با وی مشورت کن» همچنین او با سعد بن ابی‌وقاص در جنگ قادسیه و جنگ تیسفون شرکت کرد. وی یکی از رایزن‌های سعد بن ابی‌وقاص بود که به سوی رستم فرخزاد فرماندهٔ فارسی‌زبانان برای گفتگو فرستاده شد.
ابوبکر در جنگ‌های ارتداد از او استفاده فراوان کرد، ابوبکر به عنوان رهبر او را به سوی مهره زمانی که شهروندانش با لقیط بن مالک بن فاهم ازدی از اسلام انصراف داده بودند برای نبرد فرستاد،
در این نبرد همراهانش عکرمة بن ابی‌جهل و حذیفة بن محصن بود که در نهایت موفق به سرکوب از اسلام برگشتگان مهره شد. او رهبر نظامی مسلمانان در تصرف تکریت بود، همچنین موصل را همراه با عتبة بن فرقد سلمی در سال ۲۰ تصرف کرد. عرفجه فرمانداری موصل را بعد از اینکه عمر بن خطاب عتبة بن فرقد سلمی را در سال ۲۱ قمری برکنار کرد به عهده گرفت.